# Constanza
Constanza – miasto i gmina na Dominikanie, położone w cetralnej części prowincji La Vega.

## Opis
Miasto obecnie zajmuje powierzchnię 841,78 km² i liczy 25 683 mieszkańców 1 grudnia 2010 . Znajduje się tu krajowy Port lotniczy Constanza. Miasto położone jest 1200 metrów nad poziomem morza. Średnia temperatura przez cały rok wynosi od 5°C do 25°C. 

## Atrakcje turystyczne
- Valle Nuevo National Park[2] Obszar parku znajduje się pod ochroną. Na jego terenie można spotkać liczne gatunki płazów, gadów, motyli i ptaków oraz ponad 500 gatunków roślin. [3]
- Anacaona Park[3]
- Club de Billar 1[1]
- Pomnik Dzieciątka Jezus (Monument Divine Child). Statua ma 15 metrów wysokości i waży 12 ton.[4]